# Derek Ball
Pour les articles homonymes, voir Ball.
Derek Ball est un ingénieur du son britannique né en 1930 et mort le 26 juillet 1988.

## Filmographie (sélection)
- 1971 : Doc Holliday de Frank Perry
- 1972 : Voyages avec ma tante (Travels with my Aunt) de George Cukor
- 1973 : Papillon de Franklin J. Schaffner
- 1974 : Le Dossier Odessa (The Odessa File) de Ronald Neame
- 1975 : Rollerball de Norman Jewison
- 1976 : Le Voyage des damnés (Voyage of the Damned) de Stuart Rosenberg
- 1977 : Julia de Fred Zinnemann
- 1977 : Star Wars, épisode IV : Un nouvel espoir (Star Wars Episode IV: A New Hope) de George Lucas
- 1978 : Ces garçons qui venaient du Brésil (The Boys from Brazil) de Franklin J. Schaffner
- 1979 : Bons baisers d'Athènes (Escape to Athena) de George Cosmatos
- 1979 : La Grande Attaque du train d'or (The First Great Train Robbery) de Michael Crichton
- 1980 : Jeux d'espions (Hopscotch) de Ronald Neame
- 1981 : Rien que pour vos yeux (For Your Eyes Only) de John Glen
- 1983 : Octopussy de John Glen
- 1984 : Supergirl de Jeannot Szwarc
- 1985 : Dangereusement vôtre (A View to a Kill) de John Glen
- 1987 : Tuer n'est pas jouer (The Living Daylights) de John Glen

## Distinctions

### Récompenses
- Oscars 1978 : Oscar du meilleur mixage de son pour Star Wars, épisode IV
- BAFTA 1979 : BAFA du meilleur son pour Star Wars, épisode IV

### Nominations
- BAFTA 1976 : BAFA du meilleur son pour Rollerball
- BAFTA 1983 : British Academy Television Award du meilleur son pour P'tang, Yang, Kipperbang (en)